# Новосільцов Іван Петрович
Іва́н Петро́вич Новосі́льцов (рос. Иван Петрович Новосильцов *перша половина XVI століття — †після 1579) — дворянин з роду Новосільцових, державний, політичний та військовий діяч Московського царства у XVI столітті.

## Біографія
Нащадок литовського вихідця Юрія Шалого, або Шеля, що прибув до Москви в середині XIV століття.
Мав прізвисько Салтик. Служив воєводою. У 1571 році їздив послом царя Івана IV Грозного до султана Османської імперії в Стамбул. Від Рильська до Азова посла супроводжував загін донських козаків отамана Михайла Черкашеніна.
У 1577 році став царським постільничим, особою, особливо наближеною до царя, завідував не лише всім його господарством і особистою охороною, але і державною печаткою. 
З 1579 року — начальник Друкарського наказу — органу, що засвідчував достовірність грамот, наказів, указів та інших актів, що видавалися приватним особам в Москві.